# باي إل هوان
باي إل هوان (20 يوليو 1988 بكوريا الجنوبية - ) هو لاعب كرة قدم كوري جنوبي في مركز الهجوم. لعب مع جيجو يونايتد ونادي سانغجو ‏.

## وصلات خارجية
- باي إل هوان على موقع دوري كوريا الجنوبية (الإنجليزية)
- باي إل هوان على موقع قاعدة بيانات كرة القدم.إي يو (الإنجليزية)